# Llista de missions de Gantz
La llista de missions de Gantz inclou les diverses missions del manga Gantz, independentment dels capítols que ocupin, que altrament es poden seguir en la llista de capítols de Gantz.

## Context de la sèrie
La història segueix a un adolescent anomenat Kei Kurono i el seu amic Kat? Masaru que moren en un accident de tren i passen a formar part d'un joc i, juntament amb diverses altres persones, recentment mortes, es veuen obligats a caçar i matar alienígenes per poder sobreviure. La seva publicació es va iniciar en el Japó a l'octubre de 2000, en la revista Young Jump, on encara continua. El manga ha sobrepassat els 300 capítols, recopilats en successius volums, fins avui 25.
La distribuïdora Dark Horse Comics va adquirir la llicència per a les traduccions a l'anglès l'1 de juliol de 2007 anunciant-ho en l'Anime Expo d'aquest mateix any. El primer volum va ser llançat el 25 de juny de 2008. És també publicada per Glénat per a la seva distribució en Espanya; Grup Editorial Vid, a Mèxic; Editorial Ivrea, a l'Argentina; i Planet Manga per a Alemanya, Itàlia i Brasil.
El manga va ser adaptat a una sèrie de televisió de 26 episodis dividit en dues temporades. Comprèn les tres primeres missions, aproximadament fins al capítol 90, i una més exclusiva d'aquesta. Dirigida per Ichiro Itano, va ser realitzada pels estudis Gonzo i transmesa en el 2004 per Fuji TV. Finalitzada la transmissió de la sèrie, es va publicar un llibre addicional, Gantz Manual, amb informació addicional del manga i anime, entrevistes, entre d'altres.

## Missions
Normalment, Gantz mana eliminar objectius que en general són molt més febles dels quals finalment apareixen. Les tres primeres missions són les desenvolupades en l'anime de 26 episodis.

### Alien Ceba
- Alien Ceba (ねぎ星人, Negi Seijin)

| Volum | Capítols | Missió         |
| ----- | -------- | -------------- |
| 1     | 1 al 10  | Primera missió |
| 2     | 11 al 22 | Primera missió |

És la primera missió després de la mort natural de Kurono i Kat? en el metre. Gantz els envia a eliminar un petit alienígena d'aspecte humanoide aficionat als cebollines.
Malgrat l'estranya situació i induïts per un dels ocupants de l'habitació (el misteriós estudiant Joichiro Nishi), qui els fa creure que tot és part d'un programa televisat, els integrants de l'equip es diverteixen assetjant i descuartizándo a l'indefens àlien de forma cruel i sàdica fins a la mort.
Per a la seva desgràcia, la víctima era només un petit nen, deslligant la fúria de l'alienígena pare en ser sorpresos per aquest. L'embogit i poderós ser, acaba assassinant violentament a tots els integrants de l'equip amb excepció de Katou (qui rellisca per un pendent), Kishimoto i Kurono (el qual, gràcies al poder que li brinda el vestit és capaç de repel·lir l'atac). Finalment Nishi fa la seva reaparició, per exiliar al derrotat extraterrestre per mitjà de l'Arma Transportadora (Pistola I). En aquesta missió es fonamenten els personatges eix del començament de la història: Kurono, Katou i Kishimoto.

### Alien Tanaka
- Alien Tanaka (田中星人, Tanaka Seijin)

| Volum | Capítols | Missió        |
| ----- | -------- | ------------- |
| 3     | 23 al 31 | Segona missió |
| 4     | 35 al 46 | Segona missió |
| 5     | 57 al 58 | Segona missió |

Són alienígenes amb l'aspecte d'un robot imitant a un vell cantant japonès, honests i amables però sanguinaris amb els qui danyen a les seves cries. Sota la seva armadura s'amaga la forma d'una grotesca au geganta que no sobreviu en l'atmosfera terrestre.
Després d'una breu confrontació, el primer d'ells aconsegueix assassinar Nishi en fulminar-ho amb una potent ona sonora. Com que no hi ha un equip solidamente establert, els nous integrants comencen a morir successivament (uns dels motoristes per sortir del perímetre de cacera i l'àvia intentant protegir el seu net, el qual al seu torn també mor).
Finalment, Kurono en trobar-se envoltat d'enemics - i malgrat no portar lloc el seu vestit Gantz - decideix ja no tornar a deixar-se dominar per la por i enfronta als seus oponents, derrocant en el procés el refugi dels Tanakas; que en col·lapsar-se aixafa a la majoria d'ells. A pesar que Kurono aconsegueix escapar de l'ensulsiada, és capturat per a l'au capdavantera, el qual aixeca vol amb la intenció d'assassinar-ho en les altures (tal com ho havia fet anteriorment amb un altre dels motoristes de l'equip). En el forcejament Kurono aconsegueix llevar-li el respirador a l'au per, una vegada lliure, disparale amb la Pistola X, en plena caiguda.

### Alien Salvatge i Alien Gruñon
- Alien Salvatge i Alien Rondinaire (あばれんぼう星人・おこりんぼう星人, Abarenbō Seijin, Okorinbō Seijin)

| Volum | Capítols | Missió         |
| ----- | -------- | -------------- |
| 6     | 59 al 70 | Tercera missió |
| 7     | 71 al 82 | Tercera missió |
| 8     | 83 al 94 | Tercera missió |

Són dos gegantescs Deves que actuen com a estàtues en les portes d'un temple ("Rateiin"). Després d'uns moments de desesperació; i gràcies a la intervenció de Kurono, qui fa gala de superbes habilitats de combat (en despit pel desvergonyiment de Kishimoto) i de Juzo Tog? (qui es parapeta sobre una teulada com a franctirador) aconsegueixen aparentment derrotar els enemics més forts de la missió.
No obstant això aviat descobreixen que cada estàtua en el temple és també un alienígena, entaulant-se una veritable batalla on cada gantzer lluita per salvar la seva vida (els que no vesteixen el vestit Gantz porten la pitjor part porsupuesto). Així i tot, novament l'equip surt ben parat de la batussa gràcies al suport brindat per Tog? (qui es desfà de la majoria d'estàtues menors) i Kurono (el qual aconsegueix derrocar amb molt esforç una monstruosa estàtua de Buda).
La situació arriba al seu límit quan Kato descobreix els cadàvers cercenados d'Hojo i Sadayo, llançant-se imprudentment contra l'alienígena final (una estàtua de deessa amb molts braços i diferents armes en cadascuna), sent salvat per Kishimoto qui se sacrifica per ell. Kurono mitjà embogit per la mort de la seva companya, derroca a l'alienígena d'una tremenda puntada i intenta esbocinar-ho, solament per descobrir amb horror la capacitat de regeneració d'est. Kurono acaba mutilat i completament derrotat, impotent de no poder ajudar els seus companys (Sei és assassinada enfront d'ell, en intentar protegir-ho).
Malgrat els esforços de l'equip per organitzar una ofensiva; gens poden fer front al poder del Kanon de 1000 braços; el qual literalment dona caça implacable a cadascun dels gantzers supervivents en el temple. Al final, és Katou qui luchá només contra el poderós extraterrestre en un terrible intercanvi de cops, on morirà valentament no sense abans derrotar el seu oponent. Només aconsegueix sobreviure Kurono.
(Fi de l'anime de 26 episodis.)

### Alien Nan
- Alien Nan (チビ星人, Chibi Seijin)

| Volum | Capítols  | Missió        |
| ----- | --------- | ------------- |
| 9     | 95 al 106 | Quarta missió |

En aquesta missió, Gantz crida solament a Kurono per enfrontar-se a uns alienígenes nans, dotats d'una enorme velocitat i força descomunal. Amb una mica d'astúcia, Kurono aconsegueix vèncer a la majoria (en obligar-los a saltar d'un edifico a un altre, deixant-los desprotegits enfront dels trets del rifle X); no obstant això no és capaç d'eliminar-ne l'últim, a causa que va perdre part del seu vestit (específicament la zona que protegia els seus braços). Sense poder acabar amb l'àlien i amb un braç trencat, Kurono opta per fugir el més lluny possible fins que el temps atorgat per a la missió acabi; a causa d'això, perd tots els seus punts acumulats fins a aquest moment. Després d'un temps i per a sorpresa de Kurono, l'alien ho localitza a la seva escola, assassinant a tots els seus companys de classe en venjança per la mort dels seus congèneres; sobrevivint a la confrontació només Kurono, Tae Kojima i Shion Izumi.
Després d'aquesta missió, Kurono i Tae s'enamoren i comença el desenvolupament de les històries dels diferents personatges.

### Alien Camperol
- Alien Camperol (かっぺ星人, Kappe Seijin)

| Volum | Capítols   | Missió          |
| ----- | ---------- | --------------- |
| 12    | 131 al 142 | Cinquena missió |
| 13    | 143 al 154 | Cinquena missió |
| 14    | 155 al 166 | Cinquena missió |

Missió immediata posterior a la massacre de Shinjuku (assassinat massiu de persones) duta a terme per Izumi en el seu afany de retornar a Gantz, la qual acabo amb la mort d'est durant el duel que va entaular amb Kurono.
Per a aquesta missió, Gantz va reclutar als candidats més capaços que poguessin afrontar les missions (triades d'entre les víctimes de Shinjuku). Els nombrosos novençans són enviats a la zona de cacera (una espècie de gran museu), on troben a l'àlien objectiu, el qual pot controlar dinosaures a voluntat (Triceratops, T-Rex's, Velociraptorés i Braquiosarios).
Kurono arriba sense vestit a la missió però compensa el seu problema usant per primera vegada la Motocicleta Gantz, juntament amb Yoshikazu com a suport. Tots dos fan un excel·lent treball en duo, aconseguint vèncer a diversos dinosaures; a més Izumi fa el mateix amb l'Espasa Gantz eliminant al «Pueblerinense» en la seva forma geganta d'un sol atac. Gràcies a les habilitats psíquiques de Sakata i Sakurai; així com a la valenta força de Kaze, molts dels novençans aconsegueixen sobreviure fins als últims moments de la missió; no obstant això fan la seva sobtada aparició els vampirs, que s'encarreguen d'adonar de la majoria de supervivents. En finalitzar aquesta missió Kurono és nomenat capdavantera de Gantz.

### Alien Anello
- Alien Anell (ゆびわ星人, Yubiwa Seijin)

| Volum | Capítols   | Missió        |
| ----- | ---------- | ------------- |
| 15    | 167 al 173 | Sisena missió |

Enormes genets, missió breu i fàcil on només va ser eliminat un nou integrant (Ueda Yoshiharu); a causa d'una foto presa per Tae Kojima (qui desgraciadament es va veure involucrada en la missió en estar casualment a la zona de caseria), mentre que la resta de l'equip aconsegueix sobreviure. En el transcurs d'aquesta missió, Reika descobreix que Kurono ja té a Tae com a parella (ja que aquest la va protegir d'un imminent atac alienigena).

### Tae Kojima
- Tae Kojima (小島多恵, Kojima Tae)

| Volum | Capítols   | Missió        |
| ----- | ---------- | ------------- |
| 15    | 174 al 178 | Setena missió |
| 16    | 179 al 190 | Setena missió |

Aquesta vegada la núvia de Kei Kurono, Tae Kojima, és assenyalada per Gantz com a objectiu, ja que tenia proves de l'existència d'ells en la missió anterior. Aquesta situació causa la separació de l'equip en dos grups: el de Kurono (Reika, Sakata, Sakurai, Suzuki, Kaze i la recentment arribada Uranaka Ayaka) que busquen protegir a Tae; contra el d'Izumi que és conformat pels nous membres (Faci Ryotarou, Iwamoto Kaoru, Mikawa Naoichi i Tomioka Jouji) i Inaba (el qual se'ls uneix, ja que no explicava a Kurono com a capdavanter, en sentir gelosia de la seva capacitat).
La situació passa de tibant a violenta, producte del qual queden greument ferits Suzuki i Sakata. Al seu torn, en la seva desesperació per protegir a Tae, Kurono mata a Kaoru Iwamo i al gros Faci Ryotarou. Finalitza la missió amb l'execució de Tae per part d'Izumi, deixant a Kurono completament devastat, intentant fins i tot suïcidar-se. No obstant això abans de disparar-se decideix preguntar a Gantz les opcions en arribar als 100 punts, descobrint la possibilitat de portar de retorn tant a Tae Kojima com als seus amics morts en la missió del temple.

### Alien Dimoni
- Alien Dimoni (オニ星人, Oni Seijin)

| Volum | Capítols   | Missió         |
| ----- | ---------- | -------------- |
| 17    | 191 al 202 | Vuitena missió |
| 18    | 203 al 214 | Vuitena missió |
| 19    | 215 al 226 | Vuitena missió |

La missió més difícil de Kurono, sent els oponents dimonis els qui compten amb habilitats úniques; a més existeixen 4 Demonienses especials, un Demoniense Morf, Demoniense de Foc, Demoniense de Roca i el Cap Demoniense (d'electricitat), on tot el grup participa.
En iniciar la missió, Kurono ja recuperat de la seva depressió reprèn el lideratge i organitza ràpidament l'ofensiva formant parelles per poder cobrir millor tota la zona de cacera. Al principi tot sembla anar bé doncs la majoria dels gantzers, adequadament entrenats per Kurono, poden adonar-se de gran quantitat d'àliens; no obstant això la situació es complica quan els dimonis principals comencen a lluitar; resultant morts tots els novençans així com Ayaka, Tomioka, Mikawa i Sakurai (que va lluitar valentament amb el seu poder psíquic perdent la vida a canvi d'encegar al dimoni de foc).
Els supervivents es reuneixen amb Kurono i tots junts marxen a combatre el dimoni cap; el qual furiós per la mort dels seus subordinats comença a destruir Ikebukuro, assassinat tant als policies com als civils que s'havien congregat allí. En primera instància el dimoni derrota a Izumi, però abans de donar-li el cop final és distret per l'arribada de Kurono i els altres gantzer. En aquest moment tots es fan visibles davant els ulls dels civils (el compte regressiu de l'esfera també havia desaparegut).
Impulsat per les seves ànsies de reviure a Tae, Kurono lluita valentament contra el dimoni cap però per desgràcia és àmpliament superat per les seves habilitats. En uns moments l'àlien domina la situació i cada explosió del seu poder fa volar als gantzers pels cels; i no és sinó amb la intervenció de Kaze (que aconsegueix ferir el dimoni) i Sakata (que cega a l'àlien) que Kurono pot guanyar terreny. Per a aquest moment, solament quedaven en peus Kurono i Izumi (encara que els seus vestits s'havien avariat), tots dos decideixen acabar la lluita atacant alhora amb l'Espasa Gantz al Cap Demoniense, aconseguint tallar-li el cap. En aquesta missió diversos membres aconsegueixen els 100 punts, amb ells: Sakata reviu al seu aprenent Sakurai, Daizemon reviu a Nishi (com a favor a Kurono i per no deixar solament a Takeshi), Reika reviu a Tae, "el vell" reviu a Katou, i finalment Kurono decideix sortir lliure amb la memòria esborrada (a petició de tot l'equip).
Poc després de sortir, Kei rep la visita d'un periodista (que estava investigant sobre Gantz) pel que comença a tenir dubtes sobre el seu passat (especialment quan Tae ho busca en voler recuperar la seva memòria). En els dies següents els vampirs decideixen passar a l'acció organitzant una veritable ofensiva contra els gantzers. Producte de la confrontació Izumi derrota a 3 dels 4 vampirs caps ("Hung-Gar", "Vincent" i "Rus") però és assassinat per Hikawa. En vista d'allò i preocupat pel seu germà, Akira flama a Kurono per prevenir-li (avisant-li el punt feble dels vampirs, la llum solar).
Kurono malgrat mantenir-se escèptic decideix preparar-se, eliminat amb una llanterna de potent llum a gairebé tots els vampirs que havien assaltat el seu departament (els seus records i habilitats també havien tornat). Quan està a punt d'eliminar Chiaki (la vampiressa) és distret pel líder Hikawa, el qual li mostra el cap del seu germà. Kurono furiós es llança contra el vampir, però est usant la seva increïble agilitat ho evadeix fàcilment per finalment assestar-li un terrible cop d'espasa que li obre el tórax de costat a costat; Kurono mor en aquest moment marcant la fi de la primera fase de la història.
Fi de la primera fase de la història.

### Nurarihyon
- Nurarihyon (ぬらりひょん, Nurarihyon).

| Volum | Capítols   | Missió        |
| ----- | ---------- | ------------- |
| 21    | 238 al 247 | Novena missió |
| 22    | 248 al 256 | Novena missió |
| 23    | 257 al 264 | Novena missió |
| 24    | 265 al 272 | Novena missió |
| 25    | 273 al 280 | Novena missió |

La missió més llarga. Per poder concloure la missió Gantz va haver d'ajuntar a dos equips de regions diferents: el de Tòquio i el d'Osaka, on havien de derrotar centenars de grotescs àliens (inspirats en els yokais del folklore japonès) i a tres poderosos caps (Inugami, Dai Tengu i el Nurarihyon).
Després de l'arribada de l'equip de Tòquio a Dotombori (Osaka) es troben amb els gantzers locals, els quals demostren ser molt hostils i no els reben de grat (fins i tot els prohibeixen participar de la cacera). Malgrat ser un grup bastant individualista i degenerat (consumeixen drogues), l'equip d'Osaka demostra la seva habilitat i eficiència en netejar fàcilment tota la zona de la majoria d'àliens, tenint poques baixes importants.
Per la seva banda, Katou mogut pels seus nobles sentiments combat solament intentant ajudar els desesperats civils que eren blanc dels àliens (en el transcurs de la missió coneix i congenia amb una jove de l'equip d'Osaka, Anzu Yamasaki).
La tragèdia es deslliga quan el Nura fa la seva aparició i comença a lluitar; derrotant d'un a un als membres d'Osaka, fins i tot els més veterans (que havien aconseguit acabar amb l'Inugami i el Tengu) es veuen impotents davant les seves habilitats de regeneració i transformació.
Aviat la responsabilitat recau en Katou, qui després d'una desesperada ofensiva, acaba retirant-se juntament amb Anzu, el novençà d'ulleres i Nishi (que havia perdut un braç) davant l'aparent immortalitat de l'àlien.
Amb la seva nova forma, el Nura acorrala al despreocupado equip de Tòquio que vagava pels voltants; mutilant salvatgement a Yoshikazu i Inaba. Per permetre'ls la fuita, Sakata decideix llavors sacrificar-se utilitzant el seu poder psíquic més enllà dels seus límits, deixant a Sakurai completament consternat.
L'última esperança dels gantzers, Oka Hachirou (qui arribés 7 vegades als 100 punts) desapareix després que aquest després d'una tremenda baralla amb el Nura, abandona el combat. El Nura que havia quedat nokeado, es regenera per mil·lèsima vegada; però ja més seriós fereix mortalment a Takeshi i a Kaze, menyspreant als altres gantzers va després d'Oka; deixant als supervivents de l'equip de Tòquio completament espantats.
Sobre la base de l'experiència de les lluites contra el Nura; Katou aconsegueix suposar el punt feble de l'àlien (un atac sorprenent no previst). Ràpidament tracen un pla, quedant Kato com carnada en el pont Ebisu, mentre la resta de l'equip pren posicions com a franctiradors als edificis limítrofs. El Nura torna amb el tors d'Oka com a trofeu; i a punt d'assassinar Katou, el pla fa efecte i l'alien és tirotejat quedant feamente mutilat i desconcertat. Així i tot el Nura demostra perquè val 100 punts, llançant terribles rajos de partícules que converteixen la ciutat en un infern i aconseguint a Anzu (que es va interposar per protegir a Katou). Sembla ser el final, però a l'últim moment i després de ser tallat per Hikawa (el capdavanter vampir), el Nura cau finalment abatut per un tret no esperat de Kato amb una de les armes especials de l'equip d'Osaka (H-gun), acabant així el malson amb la feliç tornada de Kurono i les revelacions de Nishi.
Aquesta missió, en el manga, abasta més o menys 42 capítols.

### Fontana di Trevi
- Fontana di Trevi

| Volum | Capítols   | Missió        |
| ----- | ---------- | ------------- |
| 26    | 281 al 291 | Desena missió |
| 27    | 292 al 303 | Desena missió |

En la seva primera missió internacional, Gantz envia a l'equip de Tòquio a Roma on es troben equips Gantz de tot el món, entre ells xinesos, nord-americans i inclusos equips japonesos d'altres parts com Hiroshima. Els enemics pertanyen a la mostra d'art Nostroi - Capolavori Ritrovati i a la Fontana de Trevi, i inclouen a déus (Neptú, tritons), àngels (arcàngels i querubins) i obres d'art abstracte. Com que no es presenten els enemics com es fa normalment, es desconeix el seu nom veritable. Aquestes estàtues posseeixen una increïble força, tal que amb un sol frec poden esbocinar a una gantzer amb vestit.
En aquesta missió l'equip Tòquio és transportat quan la batalla es troba en el seu clímax, servint probablement de reforç a causa de les grans baixes sofertes pels equips involucrats. Sent assetjats pels àliens es veuen forçats a separar-se. Inaba és envoltat per desenes d'estàtues i es resigna a morir sense oposar resistència, però Suzuki arriba per salvar-ho i incitar-lo a lluitar fins al final. L'ancià cau davant un commocionat Inaba, qui només aquí recupera el valor i s'enfronta als alienígenes. Kurono i Kato s'adonen que els membres del seu equip estan en problemes i immediatament acudeixen al seu rescat, però es detenen sorpresos en veure que Inaba ha derrotat als seus enemics i fins i tot a un semi-cap. Lamentablement mor amb prou feines un segon després, aixafat pel suposat cap final de la missió, un àngel (similar al David de Miguel Angel) de la grandària d'un edifici el qual compta amb l'habilitat de desintegrar la matèria que es troba a la seva al voltant.
Misteriosament i sense explicació aparent la transferència comença durant la lluita, rescatant als gantzers d'una mort segura. Tot l'equip Tòquio és transferit deixant solament a Kurono, el qual és esbocinat per l'àngel, no obstant això en un últim esforç amb un precís tret de la h-gun part a la meitat al cap. Immediatament Kurono és transferit de nou a l'habitació quan ja ho donaven per mort.
No obstant això l'esfera sembla tenir problemes i múltiples errors, mostrant lletres i caràcters sense sentit i borroses les imatges dels integrants de l'equip. El curiós és que en comptes de col·locar els punts necessaris per ser lliures diu "FI", per la qual cosa suposen que les missions han acabat definitivament. El puntaje de Nishi supera els 100 punts, amb la qual cosa podria reviure a Suzuki, però malgrat els precs escull una nova H-gun. Reika també obté 100 punts i ella sí que decideix reviure a Susuki, però l'esfera sofreix un error i s'apaga només per reiniciar-se, saltar-se el torn de la idol i seguir amb Kurono. Quan tots se'n van Reika torna a la recerca del seu abric i es troba amb l'home de l'esfera... fora d'ella, qui li diu que li recordi el nom de la persona a qui anava a reviure. Però, en comptes de triar al vell i sense estar sota la pressió de l'equip, decideix reviure a un nou Kurono (en realitat és un altre clon de Kurono amb els records fins a l'actual missió).
Els participants de Gantz, troben pistes de la seva manufacturación a gran escala en l'est d'Alemanya, i igualment Gantz, per ajuda de Nishi, els revela un succés futur devastador: La catàstrofe. Per a aquest succés falta aproximadament una setmana.

## La catàstrofe
- La catàstrofe

Arribat el termini de temps, l'atmosfera de la terra canvia de color, tornant-se el cel d'un color vermell intens. Baixant del cel com a estels fugaços, moltes estranyes màquines col·lideixen amb les ciutats al voltant del món, adoptant forma humanoide i començant una massacre massiva.
Simultàniament una gegantesca estructura aterra sobre Tòquio, de la qual surten milers de naus de combat que comencen a solcar els cels; així mateix descendeixen gegantescs éssers semblants als humans (però amb un idioma diferent de qualsevol altre conegut). Els extraterrestres porten tecnologia pròpia (armes i vestits similars als de gantz) començant un genocidi i raptant a moltes persones que són "carregades" en les naus espacials de transport cap a la nau d'abastiment. Aviat la resistència de les forces militars són aixafades per la tecnologia alienígena clarament superior.
En el seu afany de protegir a Tae, Kurono té una confrontació amb dos dels estranys éssers deixant a un amb vida, el qual registra la seva imatge i l'envia als seus companys atraient l'interès d'un en particular (anomenat Iva Gonde, heroi màxim de la nació alienígena).
Davant el caos deslligat; Kurono, Kato, Sakurai,Kaze, Reika (juntament amb l'altre Kurono) i la resta dels gantzers de la regió del Kanto són transportats per un grup de misteriosos gantzers (que controlen per mitjà d'una laptop una sèrie d'esferes) a la ciutadella enemiga, amb la missió de causar el major dany als àliens civils. Això només deslliga l'arribada de l'armada alienígena; encapçalada per 3 líders (entre ells Iva Gonde, el qual aviat marca a Kurono com a rival). El caos se cierne sobre els gantzers davant la terrible ofensiva extraterrestre, entaulant-se una renyida lluita amb els líders. Després d'una petita escaramussa, on molts dels gantzers cauen morts, són transferits de retorn; capturant a un dels humanoides per estudiar-ho.
Aconseguit el seu objectiu, els misteriosos lideris gantzers es desfan de les seves tropes supervivents enviant-los aleatòriament de tornada a la ciutat, no sense advertir-los abans que seran cridats novament a barallar contra la seva voluntat.
Tae que moments abans va ser separada de Kurono, és capturada al costat d'altres persones; i transportada a la nau matriu. Inútils resulten els esforços de Kurono per aconseguir-la veient-se obligat a incursionar en la nau per poder rescatar-la.
Dins d'aquesta, Tae aconsegueix salvar la seva vida miraculosament en diverses ocasions (gràcies a l'ajuda que li brinden diverses persones que al seu torn intenten fugir d'aquell lloc). En la seva cerca per trobar a Tae, Kurono es veu moralment obligat a alliberar a un considerable grup de persones que sol·liciten la seva ajuda (estaven sent exhibits en una espècie de zoològic); no obstant això per poder treure'ls de la nau segresten a una alienígena dona anomenada Fra (la qual disfressada de guàrdia els serviria de guia fins a la sortida).
Mentrestant, la resta dels Gantzers de Tòquio es reuneixen a l'edifici de l'esfera negra i amb l'ajuda del mateix gantz, convoquen a la resta de gantzers de la regió a una croada per salvar als humans capturats pels alienígenes. La convocatòria no rendeix els resultats esperats doncs solament se'ls uneixen un grapat de gantzers (inclosos el noi d'ulleres de l'equip d'Osaka i Anzu que havia estat ressuscitada després de la missió a Roma). Malgrat això, decideixen continuar amb el pla proposat i són transportats a les plantes processadores d'humans en la nau matriu alienígena (a excepció de Takeshi i Nishi, el qual tenia altres plans per Gantz).
Sakurai per la seva banda, després del xoc emocional que li provoqués la troballa del cadàver de la seva núvia Tonkotsu; jura cobrar venjança contra els invasors. Ple d'ira i amargor, força el seu poder psíquic més enllà dels seus límits destrossant literalment a quant extraterrestre se li creua en el camí.
Els gantzers de tokio liderats pel clon de Kurono, després d'assaltar amb èxit diverses plantes processadores (eliminant eficientment la poca seguretat i alliberant successivament a diversos grups d'humans); es veuen embolicats en una espècie de reality televisat organitzat pels alienígenes, els quals d'alguna manera hackean les funcions de gantz per confinar-los en un gueto ple de grotesques i estranyes criatures. Nishi i Takeshi que havien quedat a l'habitació també són víctimes dels extraterrestres, els qui utilitzen a gantz com a mitjà per enviar-los desenes de monstres kamikazes; els quals acaben per fer esclatar tot el lloc, matant en el procés a l'home nu dins de l'esfera. Nishi i Takeshi amb prou feines salven de morir encara que Takeshi perd el seu vestit i Nishi el seu orgull (per haver rescatat involuntàriament al nen).
Després de passar per moments realment desesperantes l'equip de Tòquio acaba per sorprendre el públic alienígena els qui no esperaven el nivell de combat desplegat per aquest equip de gantzers. Amb la batalla gairebé guanyada i davant l'aparent inactivitat de la criatura final, tots concorden que la millor opció és buscar la forma d'escapar d'allí; no obstant això el clon de Kurono sorprèn el seu equip en decidir quedar-se per eliminar personalment l'últim enemic. Malgrat les protestes, tossudament es nega a abandonar el lloc; en aquest moment tots comprenen que allò significa una prova per a si mateix (a causa del conflicte d'identitat que ho turmentava), per la qual cosa s'apressen a fugir a tot córrer.
Malgrat el desplegament de tot el seu repertori, el clon de Kurono per si solament és incapaç d'acabar ràpidament la batalla; sent sorprès per les habilitats psiquicas del seu enorme oponent fins a quedar inconciente i encastat en el sòl. Reika que no podia renunciar als desitjos del seu cor, torna al costat del seu estimat; sacrificant la seva vida a canvi de derrotar a tan cruel botxí.
Físicament i moralment derrotat el clon de Kurono trenca desesperadament en plor davant el cadàver de la dona que li va demostrar amor pur malgrat la indiferència que ell sempre li brindava. Resignat es reuneix amb la resta de gantzers els quals sepulten respectuosament a la infortunada Reika.
De retorn amb Kurono, veiem com aquest gràcies a la noble ajuda de l'alienígena Fra pugues finalment reunir-se amb Tae. Després d'una emotiva trobada on tots dos ploren de felicitat es disposen a abandonar junts la nau d'abastiment. Desgraciadament en aquest moment són separats novament pels misteriosos gantzers capdavanters (els que controlaven diverses esferes), transportant a Kurono i altres gantzers a l'interior d'unes massives màquines similars al metxa d'Oka Hachirou però a una escala molt major. Sense majors preàmbuls se'ls ordena acabar amb un gegantesc pilar al centre de la ciutadella alienígena. Kurono maleeix la seva situació però poc pot fer per detenir a semblant màquina, la qual en manera pilot automàtica avança imparable per la ciutat extraterrestre destruint tot al seu pas. Malgrat el caos deslligat Fra decideix ajudar a Tae a trobar a Kurono, portant-la-hi lluny del camp de batalla.
Aviat la defensa alienígena ràpidament els talla el pas a les forces gantzers, entaulant-se un feroç tiroteig on els metxes reben el major dany a causa de la seva voluminosa grandària i poca velocitat. Kurono desesperat per haver estat separat de Tae contrataca valentament, amb la ferma convicció de sobreviure.
Nishi, testimoni d'allò (per mitjà d'un PC) decideix unir-se al combat i després d'algunes maniobres hackers aconsegueix transportés al seu torn a l'interior d'una cabina robòtica.
Dins d'un dels metxes també havia estat transportat Sakurai, el qual lluny de calmar la seva ràbia utilitza indiscriminadament la seva força psíquica per desintegrar diverses unitats enemigues (probablement el metxa amplifica la seva capacitat). Al límit dels seus instints assassins, és misteriosament expulsat del supertraje en la cabina de pilot; tenint una visió del seu difunt mestre Sakata.
Abans de poder comprendre el que ha succeït, la nostàlgia i emoció s'apoderen del pertorbat gantzer en adonar-se que també la seva difunta núvia Tonkotsu sembla haver reviscut. La jove ho rep amb una càlida abraçada mentre li demana que deixi de sofrir i pari l'ona d'assassinats que ha deslligat la seva fúria. Sakurai no comprèn aquestes paraules doncs les seves accions eren precisament per venjar la seva mort, moments després Sakata es retreu haver-li transferit els seus poders. Sakurai s'adona que alguna cosa camina malament i aviat la ira ho torna a dominar desintegrant amb un dels seus moviments, les figures dels seus sers estimats; assumeix llavors que tot era una poderosa il·lusió creada per la seva ment. Turmentat per les seves visions i mogut per la còlera força encara més les seves descontrolados poders psiquicos i els porta a un nivell superior, desfent-se fàcilment de la bomba implantada en el seu cervell i teletransportándose a l'exterior de la seva metxa.
"La marxa d'acer" s'apropa perillosament a la torre compresora d'espai, semblant per un moment que la victòria gantzer aquesta assegurada, però inusitadament les forces alienigenas contratacan amb la seva arma de destrucció massiva més poderosa, un monstruós cañon de polsos energeticos, capaç d'esborrar ciutats terrestres del mapa; minvant un considerable percentatge de les forces gantzers. Aquella espantosa escena deixa a Kurono gelat "in situ" incapaç de pensar en una defensa efectiva.
Sakurai per la seva banda, imbuït en el seu afany de venjança ofereix fèrria resistència, utilitzant els seus poders psíquics per desviar les terribles onades d'energia; però aviat les seves forces acaben per esgotar-se i els seus poders arriben al seu topall límit, rebent un terrible impacte a boca de gerro que redueix a la seva metxa a fragments de ferralla. No obstant això, malgrat tot pronòstic Sakurai aconsegueix sobreviure a l'explosió però la seva alegria ràpidament es converteix en profunda amargor en adonar-se que solament el seu tors ha quedat il·lès.
A la vora de l'agonia les imagenes de Sakata i Tonkotsu reapareixen davant ell, per conduir la seva pertorbada ànima al descanzo etern. Sakurai accepta llavors la seva destinació, feliç per retrobar-se amb els seus sers estimats en el més enllà i amb un sospir lliura la seva ànima; salvant providencialment amb un últim bri dels seus poders un parell de nens alienígenes d'una ensulsiada imminent.
Per la seva banda, els empresaris japonesos que observaven confiats el desenvolupament bèl·lic de les seves unitats ofensives, sofreixen un revés aclaparador en ser sorpresos a la seva base per un atac hacker, similar al que va destruir l'habitació de l'esfera negra; acabant en qüestió de segons per volar en mil trossos tot el lloc, i juntament amb ell els seus ocupants.
La mort dels empresaris i la destrucció de les seves esferes matrius deté la marxa de robots, fins llavors imparable, permetent a Kurono alliberar-se del supertraje i abandonar el metxa en la bike modificada. Per desgràcia, el vehiculo on Tae i Fra sobrevolaven és aconseguit per un tret alienigena ferint a la geganta mortalment. A punt de morir, Fra noblement ajuda a Tae a sortir del vehicle en flames, demanant-li com a últim favor protegir la seva gent de l'extinció.
Tae cau al buit però és atrapada precisament per Kurono qui amb un parell de maniobres és capaç de portar-la ràpidament de retorn a la cabina de la seva detingut metxa. Després d'un breu retrobament, Tae prega a Kurono defensar la torre compresora d'espai, doncs la societat alienígena és molt semblada a la humana i molts civils innocents peririen amb la destrucció de la nau.
Encara sense estar molt convençut d'aquella petició, Kurono accepta col·laborar a causa que Fra els va demostrar amb la seva vida que no tots aquells gegants són éssers cruels i ambiciosos.
Mentrestant l'únic metxa que sembla haver aconseguit la torre compresora d'espai, contínua la seva implacable ofensiva amenaçant de derrocar la gegantesca estructura. Dins de la cabina, un extasiat Nishi veu les seves pretensions frenades pel recentment arribat Kurono, qui amb un poderós cop del seu supertraje ho expulsa dels controls.
Nishi està furiós pel comportament del seu antic col·lega, entaulant-se aviat un duel de cops de puny on l'experimentat Kurono acaba per derrocar a Nishi amb una bona combinació de cops. No obstant això, aquest tossudament es nega a acceptar la seva derrota i llavors recorre al covard atac contra Tae (que timidamente testificava la lluita metres més enrere), descarregant una poderosa ràfega d'energia sobre ella.
En aquest moment, misteriosament la nau alienígena nodrissa desenganxa lentament de la Terra, sorprenent a tots els humans supervivents a Tòquio.